# Zimna Szczelina III
Zimna Szczelina III – jaskinia, a właściwie schronisko, w Dolinie Kościeliskiej w Tatrach Zachodnich. Wejście do niej znajduje się ponad skałami Sowy, w pobliżu jaskini Zimna Szczelina I i Zimna Szczelina II, na wysokości 1117 metrów n.p.m. Długość jaskini wynosi 8 metrów, a jej deniwelacja 4 metry.

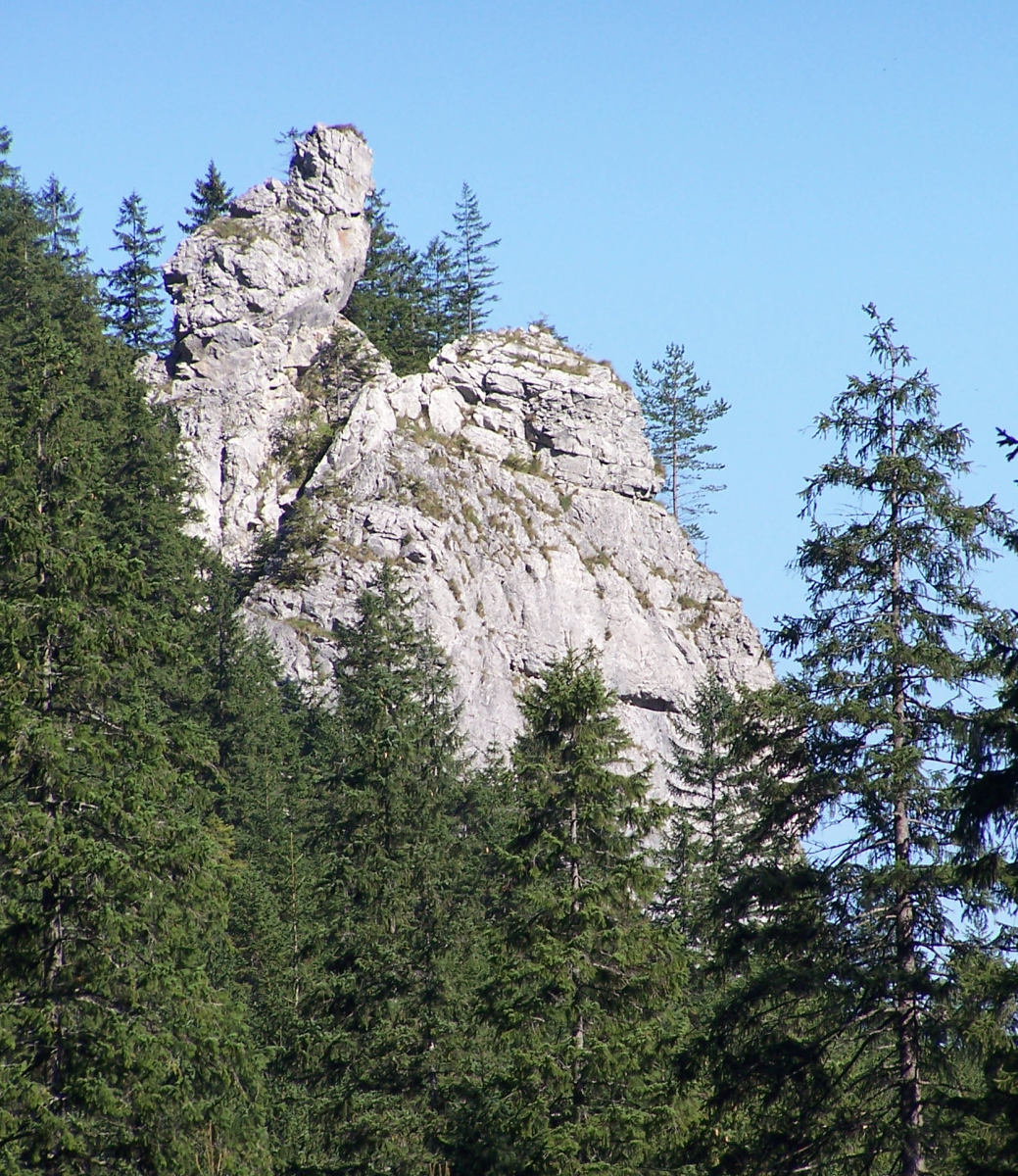
Sowa w Dolinie Kościeliskiej

## Opis jaskini
Jaskinię stanowi bardzo wąski, szczelinowy korytarzyk zaczynający się w wysokim otworze wejściowym, a kończący szczeliną nie do przejścia.

## Przyroda
W jaskini brak jest nacieków. Ściany są suche, rosną na nich porosty. W szczelinie wiele lodowaty wiatr, jest w niej zimno. Stąd nazwa jaskini.

## Historia odkryć
Jaskinię odkryli  I. Luty i W. Skierniewski w 1980 roku. Jej plan i opis sporządziła I. Luty przy pomocy T. Mardala w 1992 roku.